# Arrondissement Rethel
Rethel is een arrondissement van het Franse departement Ardennes in de regio Grand Est. De onderprefectuur is Rethel.

## Kantons
Het arrondissement was tot 2014 samengesteld uit de volgende kantons:
- Kanton Asfeld
- Kanton Château-Porcien
- Kanton Chaumont-Porcien
- Kanton Juniville
- Kanton Novion-Porcien
- Kanton Rethel

Na de herindeling van de kantons in 2014, met uitwerking in maart 2015, zijn dat:
- Kanton Château-Porcien
- Kanton Rethel
- Kanton Signy-l'Abbaye (deel 36/71)